# Salamandroidea
Salamandroidea é uma subordem de anfíbios caudados que compreende as "salamandras avançadas". Seus membros são encontrados por todo o globo exceto na Antártica, sul do Saara e Oceania. Diferem da subordem Cryptobranchoidea por os ossos angulares e prearticulares na mandíbula estarem fundidos, e por todos os membros da sobordem usarem fertilização interna. A fêmea é fertilizada por meio de um espermatóforo, uma cápsula que contém esperma, que é colocada pelo macho na sua cloaca. O esperma é armazenado numa espermateca no cimo da cloaca até que seja necessária durante a oviposição.
O clado é monofilético. Inclui as famílias:
- Ambystomatidae Gray, 1850
- Amphiumidae Gray, 1825
- Dicamptodontidae Tihen, 1958
- Plethodontidae Gray, 1850
- Proteidae Gray, 1825
- Rhyacotritonidae Tihen, 1958
- Salamandridae Goldfuss, 1820

O fóssil mais antigo de Salamandroidea Beiyanerpeton jianpingensis data do Jurássico, e foi descoberto em 2012, na China.